# Куприянов, Владимир Васильевич (капитан)
Владимир Васильевич Куприянов (1894 — 1919) — капитан лейб-гвардии Московского полка, герой Первой мировой войны, участник Белого движения.

## Биография
Из дворян Казанской губернии.
Окончил Петровский Полтавский кадетский корпус (1913) и Павловское военное училище (1914), откуда выпущен был подпоручиком в лейб-гвардии Московский полк, в рядах которого и вступил в Первую мировую войну. Пожалован Георгиевским оружием
За то, что в бою 26 июля 1916 года у д. Бухары, командуя 7-й ротой, личными примером мужества и храбрости, под ураганными артиллерийским и пулеметным огнем противника при особо трудных условиях местности, довел роту до удара в штыки и занял две линии неприятельских окопов.
Произведен в поручики 1 августа 1916 года, в штабс-капитаны — 29 августа того же года. Удостоен ордена Св. Георгия 4-й степени
За то, что в бою 21 сентября 1916 года у д. Бубнова, командуя ротой, прорвал сильно укрепленную неприятельскую линию, причем захватил 4 действующих пулемета; после этого отбил несколько контр-атак и, будучи ранен с раздроблением челюсти, не оставил строя, пока не потерял сознание.
Произведен в капитаны 23 сентября 1917 года.
В Гражданскую войну участвовал в Белом движении в составе Вооруженных сил Юга России. Убит 11 сентября 1919 года в бою под Нежином. Был похоронен в Харькове на Кирилло-Мефодиевском кладбище (ликвидировано в 1930-е годы).

## Награды
- Орден Святой Анны 4-й ст. с надписью «за храбрость» (ВП 15.12.1916)
- Орден Святого Георгия 4-й ст. (ПАФ 4.03.1917)
- Георгиевское оружие (ПАФ 4.03.1917)